# Kathleen Reinhardt
Kathleen Reinhardt (18 de febrero de 2000) es una deportista de Alemania que compite en atletismo. Ganó una medalla de bronce en el Campeonato Europeo de Atletismo Sub-20 de 2019, en la prueba de 4 × 100 m.